# Hiéroglyphe égyptien N24
Pour les articles homonymes, voir Terre.

La terre irriguée en hiéroglyphes égyptiens, est classifiée dans la section N « Ciel, Terre, Eau » de la liste de Gardiner ; cet hiéroglyphe y est noté N24.

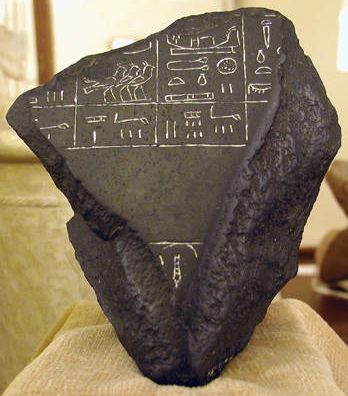
Les niveaux de crue du Nil enregistrés sur la pierre de Palerme.(deux utilisations de l'hiéroglyphe de la terre irriguée.

## Représentation
Il représente le cadrillage que forme un canal d'irrigation entre des parcelles cultivées. Il est translittéré spȝ.t et ḏȝt.t (?).

## Usage
| s | p | G40 | N24 · t · Z1 | / | N24 · t · Z1 |

| s | p | G40 | N24 · t · Z1 | / | N24 · t · Z1 |

| N24 · t · O49 |

| N24 · t · O49 |

| H | z · p | N24 |

| H | z · p | N24 |

C'est un  déterminatif (surement par transfert homomorphique ou confusion avec une natte) du terme ḳn :
| Aa8 · n | N24 |

| Aa8 · n | N24 |

C'est un déterminatif des noms de provinces,
| d'où le fait que l'hiéroglyphe N71A, support du nom des nomes (comme ici le nome d'Andjety) | Ati |  |

représente l'hiéroglyphe N24 surmonté d'un pavois R12.

## Exemples de mots
| N24 · t · Z1 | A1 · Z2 |

| N24 · t · Z1 | A1 · Z2 |

| M26 | a | w | N24 |

| M26 | a | w | N24 |

| S40 | t · N24 |

| S40 | t · N24 |

## Voir également
- Liste totale des hiéroglyphes selon la classification Gardiner